# 979 v.Chr.
Het jaar 979 v.Chr. is een jaartal volgens de christelijke jaartelling.

## Gebeurtenissen

### Babylonië
- Koning Nabu-mukin-apli (979 - 942 v.Chr.) regeert over de vazalstaat Babylon.
- De buitenwijken van Babylon worden bedreigd door de Arameeërs.